# سامي كارلسون
سامي كارلسون (بالإنجليزية: Sammy Carlson)‏ هو متزحلق حر أمريكي، ولد في 11 يناير 1989 في مقاطعة هود ريفير في الولايات المتحدة.

## وصلات خارجية
- سامي كارلسون على موقع الاتحاد الدولي للتزلج (التزلج الحر) (الإنجليزية)
- سامي كارلسون على موقع ألعاب إكس (مؤرشف) (الإنجليزية)